# Günter Bernard
Günter Bernard (Schweinfurt, Alemania nazi, 4 de noviembre de 1939) es un exfutbolista alemán que jugaba como guardameta. 
Es hijo del ex internacional alemán Robert Bernard.

## Selección nacional
Fue internacional con la selección de Alemania Federal en 5 ocasiones. Formó parte de la selección subcampeona de la Copa del Mundo de 1966, pese a no haber jugado ningún partido durante el torneo.

### Participaciones en Copas del Mundo
| Mundial                        | Sede       | Resultado  | Partidos | Goles |
| ------------------------------ | ---------- | ---------- | -------- | ----- |
| Copa Mundial de Fútbol de 1966 | Inglaterra | Subcampeón | 0        | 0     |

## Clubes
| Club                 | País             | Año       |
| -------------------- | ---------------- | --------- |
| 1. FC Schweinfurt 05 | Alemania Federal | 1958-1963 |
| Werder Bremen        | Alemania Federal | 1963-1974 |

## Palmarés

### Campeonatos nacionales
| Título     | Club          | País             | Año  |
| ---------- | ------------- | ---------------- | ---- |
| Bundesliga | Werder Bremen | Alemania Federal | 1965 |

## Condecoraciones
| Distinción      | Año  |
| --------------- | ---- |
| Laurel de Plata | 1966 |